# Əli Rəhimzadə
Əli Rəhimzadə (también escrito como Ali Rahimzade; 23 de noviembre de 1997) es un deportista azerbaiyano que compite en lucha libre. Ganó cuatro medallas de bronce en el Campeonato Europeo de Lucha entre los años 2020 y 2025.

## Palmarés internacional
| Campeonato Europeo | Campeonato Europeo      | Campeonato Europeo | Campeonato Europeo |
| Año                | Lugar                   | Medalla            | Categoría          |
| ------------------ | ----------------------- | ------------------ | ------------------ |
| 2020               | Roma (Italia)           | Medalla de bronce  | 65 kg              |
| 2021               | Varsovia (Polonia)      | Medalla de bronce  | 65 kg              |
| 2024               | Bucarest (Rumania)      | Medalla de bronce  | 65 kg              |
| 2025               | Bratislava (Eslovaquia) | Medalla de bronce  | 65 kg              |